# Megra Admassou
Megra Admassou (* 14. August 1935 in Sodo) ist ein ehemaliger äthiopischer Radrennfahrer.

## Sportliche Laufbahn
Admassou war Teilnehmer der Olympischen Sommerspiele 1960 in Rom. Im olympischen Straßenrennen schied er beim Sieg von Wiktor Kapitonow aus. Neben Admassou waren für Äthiopien noch Kouflu Alazar, Guremu Demboba und Amousse Tessema am Start.